# Makhanda (Sudafrica)
Makhanda, fino al 2018 nota come Grahamstown, è un centro abitato del Sudafrica, situato nella provincia del Capo Orientale. 

## Storia
Fino al 29 giugno del 2018 la città era nota come "Grahamstown"; l'attuale denominazione è un tributo al guerriero e profeta Makhanda che nel 1819 riunì le varie fazioni degli Xhosa per ribellarsi alla colonizzazione britannica.